# Celični ciklus
Celični ciklus (celični cikel) je zaporedje dogodkov v celici, ki vodijo v njeno delitev; matična celica se razdeli v dve hčerinski. Pri evkariontskih celicah (ki imajo jedro) lahko cikel razdelimo na mitozo in interfazo. Med interfazo celica raste, shranjuje hranilne snovi, v procesu mitoze pa se celica dejansko razdeli v dve celici. Prokariontske celice, ki nimajo jedra, se delijo s cepitvijo in pri njih celični cikel ni tako zapleten. 

## Faze
Celični cikel sestoji iz štirih faz (prve tri imenujemo s skupnim izrazom interfaza): 
- faza G1,
- faza S,
- faza G2,
- mitoza (faza M).

V fazi M potekata dva tesno povezana procesa: razdelitev kromosomov v dve nastajajoči celici ter citokineza, pri čemer prihaja do fizične delitve citoplazme v dve celici. 
Celica lahko začasno izstopijo iz celičnega cikla in vstopijo v mirujočo fazo, imenovano G0.
| Proces          | Faza        | Okrajšava | Opis |
| --------------- | ----------- | --------- | --- |
| Mirovanje       | faza G0     | G0        | Mirujoča faza; celica je izstopila iz ciklusa in se ne deli. |
| Interfaza       | faza G1     | G1        | Celica raste; na prehodu iz faze G1 je prva kontrolna točka in celica preide v naslednjo fazo le, če je pripravljena na sintezo DNK.                                                                       |
| Interfaza       | sinteza DNK | S         | Poteka podvajanje DNK. |
| Interfaza       | faza G2     | G2        | Celica nadalje raste in se pripravlja na mitozo. Na prehodu v fazo mitoze nastopi druga kontrolna točka in v fazo M preidejo le celice, ki so pripravljene na jedrno delitev.                              |
| Celična delitev | mitoza      | M         | Celična rast se zaustavi in celična energija se preusmeri v delitev v dve hčerinski celici. Tekom mitoze nastopi tretja kontrolna točka, kjer se preveri, ali je celica dokončno pripravljena na delitev.. |

Po končani celični delitvi vsaka od hčerinskih celic vstopi v interfazo novega celičnega cikla.

### Faza G1
Faza G1 je faza, ki sledi mitozi oziroma v kateri se celica pripravlja na podvajanje DNK. Celica začne ponovno rasti (rast se tekom mitoze ustavi), celične sestavine se izpopolnjujejo. Za pripravo na podvajanje DNK se tvorijo sporočilna RNK za histone in encimi, ki sodelujejo pri podvajanju DNK (DNK-polimeraze in ligaze). Centriole se razdelijo. V celici poraste koncentracija nukleozidov. Ta faza poteka v povprečju 3 ure. Kromosomi se nahajajo v obliki kromatina.

### Faza S
Faza S je faza sinteze DNK, tvorijo se histoni. Po fazi S sestoji kromosom iz dveh kromatid. Ta faza traja okoli 7 ur.

### Faza G2
Faza G2 sledi fazi sinteze in je zadnja faza pred mitozo. Celica se dokončno pripravi na delitev. V tkivu se celice sprostijo celičnih stikov s sosednjimi celicami, se zaokrožijo in zaradi privzema vode povečajo. Pospešeno se sintetizirajo beljakovine, specifične za celično delitev, in RNK. Povprečno traja 3 do 4 ure.

### Faza M
V tej fazi pride do razdelitve kromosomov, jedra (kariokineza) in naposled po končani mitozi se razdeli še celotna celica (citokineza). Traja od pol do ene ure. Nadalje jo razdelimo jo na naslednje faze:
- profaza,
- prometafaza,
- metafaza,
- anafaza,
- telofaza.